# Martín Rojas
Martín Rojas (La Habana, Cuba, 3 de septiembre de 1943) - Miami, Estados Unidos, 11 de junio de 2023), cuyo nombre completo es Martín Bernardo Rojas Torriente, fue un compositor y guitarrista cubano, referente del filin y el bolero, y uno de los fundadores —junto a Silvio Rodríguez, Pablo Milanés, Eduardo Ramos y Noel Nicola— de la Nueva Trova Cubana. Ha sido considerado uno de los guitarristas más influyentes de la música cubana.

## Infancia
Martín Rojas nació el 3 de septiembre de 1943 en La Habana. A los siete años quedó ciego al explotar un depósito clandestino de pólvora. Durante su internación, los médicos y enfermeras realizaron una colecta y le compraron su primera guitarra. Asistió a la Escuela para Ciegos Varona Suárez.
Empezó a estudiar música con el farmacéutico Antonio Boix, aprendiendo canto, solfeo y teoría musical. Entre 1954 y 1956 aprendió guitarra con Isaac Nicola -quién era el más prestigioso maestro de la guitarra en Cuba- y Roberto de Moya, quien lo introdujo en el folklore musical sudamericano.

## Carrera musical
A los quince años, en 1958 fundó y dirigió durante seis años el conjunto Antares de música folklórica, integrado por músicos invidentes. Fue contrabajista con el grupo de Frank Domínguez, figura del movimiento filin, que en aquellos años generó lo que dio en llamarse "furor filinero".
En 1962, conoció a Pablo Milanés, un joven de su misma edad, a quien le enseñó a tocar guitarra, que ya por entonces experimentaba con la renovación del filin, que daría como resultado años después el surgimiento de la Nueva Trova Cubana. Rojas buscaba por entonces profundizar su dominio del filin, pero también experimentar con la armonía impresionista, para lo cual se acercó a Rafael Somavilla y Adolfo Guzmán.
En 1966, fundó el Grupo Sonorama 6, integrándolo como director y guitarrista, junto a Rembert Egües, Carlos del Puerto, Changuito, Paquito D'Rivera y Enrique Plá. Sonorama 6 tenía un estilo que oscilaba entre el jazz, el filin y la bossa nova brasileña que recién comenzaba a emerger. En 1967, Sonorama 6 fue elegido para acompañar a todos los artistas que participaron del 1° Festival Internacional de la Canción Protesta en Santiago de Cuba.
El 18 de febrero de 1968, participó del histórico concierto que dio origen a la Nueva Trova Cubana, en la Sala Che Guevara de la Casa de las Américas, en La Habana, junto a Pablo Milanés, Silvio Rodríguez, Noel Nicola, Eduardo Ramos y Vicente Feliú. En aquella ocasión Rojas interpretó la canción de su autoría, "En la orilla del mundo".

El caso es que aquella noche cantamos los seis y con estas canciones y sin darnos mucha cuenta dejamos en claro hasta para nosotros mismos, que empezábamos una corriente continuadora de la más raigal canción patriótica cubana y que abríamos un frente común cuyo desenlace tras batallas crudas, sería años después el Movimiento de la Nueva Trova.
Vicente Feliú

Entre 1968 y 1970, estudió orquestación y composición con Federico Smith. De 1968 a 1989, acompañó habitualmente como guitarrista a Omara Portuondo. También ha acmpañado a destacados cantantes cubanos como Elena Burke, Mundito Gonzalez, Miguel Ángel Céspedes, Moraima Secada y otros.
En 1990, se convirtió en acompañante de Malena Burke, a quien acompañó en su gira por Venezuela en 1993. En ese país formó un cuarteto vocal femenino llamado Canela Fina, y realizó arreglos de voces para el cuarteto Barquisimeto 4. Dirigió el grupo Habana Barq y formó el Trío Martín Rojas. Grabó con diferentes cantantes venezolanos como Maira Martí, Delia Díaz entre otros y realizó una gira por todo el país patrocinada por la Empresa Polar y dirigida por Simón Díaz llamada "Lo nuestro es lo mejor".
En 1998, viajó a Estados Unidos, radicándose en Miami, donde reanudó su carrera, en principio con Malena Burke y más tarde con otros intérpretes como Marcelino Valdés, Ramón Veloz, Fidel Pérez Michel, Rodrigo de la Cadena, Ileana Llapur y otros.
Participó en el BarranquiJazz 2018, Colombia, donde se reencontró y acompañó a Pablo Milanés.

## Influencia musical
Martín Rojas, ha incorporado a su manera de tocar la guitarra, influencias de otros músicos como  Sindo Garay y Vicente González Rubiera (Guyún) . Entre los compositores que considera tienen mucho que ver en su formación están Debussy, Ravel y Wagner, y reconoce haber tomado lo necesario para lograr una expresión  más acabada de creadores como Michel Legrand, Quincy Jones, André Previn, Johnny Mandel, Heitor Villa-Lobos, Ary Barroso, Tom Jobim y Arturo O’Farrill (Chico).
Ha sido considerado uno de los guitarristas más influyentes de la música cubana, con un estilo caracterizado por romper los patrones clásicos de la armonía y la asimilación de la guitarra a una orquesta.

## Discografía
La discografía de Martín Rojas cuenta con más de 15 álbumes participando como guitarrista acompañante y compositor, a lo que debe sumarse algunas colaboraciones con otros artistas.
- 1967: Canción Protesta  -  Jerry Wolf, Claude Vincy, Jean Lesis, Oscar Chavea y otros.
- 1971: Omara  -  Omara Portuondo y Eddy Martínez.
- 1971: Esta es Omara  -  Omara Portuondo y Juan Pablo Torres.
- 1974: Omara Portuondo & Martín Rojas
- 1978: Martin Rojas
- 1989: Filing 2  -  Pablo Milanés
- 1989: Filing 3  -  Pablo Milanés
- 1991: Filing 4  -  Pablo Milanés
- 1991: Filing 5  -  Pablo Milanés
- 1993: Delia  -  Delia Díaz
- 1995: Matices  -  Barquisimeto Cuatro
- 1997: Mayra Martí  -  Mayra Martí
- 1998: Canela Fina  -  Canela Fina
- 1999: Su Majestad el Son  -  Martín Rojas y Oscar de Fontana

### Colaboraciones
- 1996: Lo nuestro es lo mejor  -  Grupo Aguamiel
- 2001: Faltaba Yo  -  Olga Guillot
- 2001: Nocturne  -  Gonzalo Rubalcaba y Charlie Haiden   (En la Orilla del, Mundo)

## Trayectoria autoral
Martín Rojas ha compuesto unas 70 canciones, que han sido grabadas por artistas como Pablo Milanés, Omara Portuondo, Cecilia Todd, Delia Díaz y otros. También es de su autoría la banda musical para la obra de teatro “In a Summer Garden”, Suiza 1988. Algunas de sus canciones más conocidas son:
- Cuento para un Niño
- El Desierto y la Lluvia
- En la Orilla del Mundo
- Guitarra en Son Mayor
- Mi Montuno Son
- Preludio por la Soledad
- Romance de la Alondra y el Quetzal
- Tan Breve Que...